# Endrődy János
Endrődy János (keresztneve Mihály, szerzetesi neve Joannes a Matre Dei) (Érd, 1756. szeptember 26. – Kalocsa, 1824. február 27.) piarista áldozópap és tanár, egyházi író és költő.

## Élete
Több forrás tévesen a Tolna vármegyei Értényt és 1757-es születési dátumot említ. A gimnáziumot elvégezve, 1774. november 1-én, lépett Kecskeméten a piarista rendbe, és először Aloysius a Matre Dei szerzetesi nevet választotta. Egy év noviciátus után 1775/1776-ben Nyitrán kezdett tanítani, a legkisebb gimnáziumi osztály kisegítőjeként (coadiutor). A következő évtől 1776/1777-től a kalocsai piarista gimnáziumban lett az alsó osztályok tanára. Eközben változtatta szerzetesi nevét Alajosról Jánosra (Joannes a Matre dei). 1778-tól három évig Kolozsvárt tanult filozófiát, és egyúttal prefektusként működött a konviktusban. Eközben 1780. szeptember 18-án szerzetesi örökdogadalmat tett, 1781 októberében pedig Gyulafehérváron pappá szentelték. 1781/1782-ben a kőszegi gimnáziumban tanított, majd teológiai tanulmányokat végzett Nyitrán és Kalocsán. Mivel eközben II. József megszüntette a szerzetesrendek teológiai stúdiumait, teológiai tanulmányait 1784/1785-ben Egerben, a központi szemináriumban fejezte be. 1785-től a kanizsai gimnáziumban tanított, 1786–től Csáky János gróf nevelője volt Kassán, majd 1789-től Temesvárott, 1791–től Pesten tanított. Itt buzdult lángra nemzeti nyelvünk iránti szeretete, amely munkáiban is megnyilvánult.
A francia háború kitörésével, régi vágya, hogy a külföldet beutazza, közel állott beteljesedéséhez. 1793-ban Barco Vince báró lovas ezredének tábori papja lett, és hamarosan Benschben, Németalföldön volt, 1794-ben Mestrich vára és Köln alatt, 1795-ben Langenschwalbach, Mosbach, Rheingau s Altenkirchen helyeken, 1796-ban Villichben a Rajna partján, Würzburgban és 1797 áprilisában a fegyvernyugvás elején Bornheimben, Frankfurt mellett tartózkodott és a háború zajában is a költészettel foglalkozott. Híven leírta tapasztalatait, amelyek azonban az 1800. évi csatározásokban elvesztek. Ekkor a Mészáros báró ezredében szolgált, 1803-ban pedig Stipsitsébe ment át. A háború megszűntével, 1805-ben megvált ezredétől és Esterházy grófhoz állott nevelőnek.
1811–17 között Nagykárolyban (Erdély) házfőnök és plébános, 1818-tól 1823-ig Szegeden házfőnök, 1824-ben ugyanaz és a gimnázium igazgatója volt Kalocsán, ahol azon év február 27-én halt meg.
Az Életrajzi Lexikon szerint:
„1773-ban lépett a piarista rendbe Kalocsán. A Napóleon elleni rajnai hadjáratban tábori lelkész (1793–1805); utána Esterházy gróf családjánál nevelő, majd piarista rendfőnök és gimnáziumi igazgató Kalocsán.”

## Művei
Teológiai művei, beszédei és költeményei említésre méltók. 1792–93-ban A magyar játékszín I-IV. címmel jelentette meg a korabeli magyar és külföldi szerzők drámáit és bevezetőül megírta a magyar színpad történetét, amely az első magyar színészeti szakkönyv. Dramatizálta Dugonics Arany perecek című regényét (Pest, 1792).

### Első kiadások
- Kurzgefasste Geschichte des alten und neuen Testaments, mit Unterrichtungen und Erklärungen. Zum Gebrauche des Grafen Johann nep. Karl Csáky. Kaschau, 1788 (Magyar és német szöveggel, két részben. 2. javított kiadása. Pozsony, 1806. Külön magyarul: Az ó- és újtestamentumi történetek és németül Geschichte des alten und neuen Testaments cz., amely utóbbi az eredeti magyar szöveg fordítása.)
- Az arany perecek. Játék öt felvonásban, színpadra alkalmazva. Pest, 1792 (Dugonics regényéből készült és 1792. június 18-án adták elő először Budán, azután is még többször.)
- A magyar játékszín. Uo., 1792-93. Négy kötet (Színdarabok gyűjteménye, amelyekhez bevezetésül a Magyar játékszín történetét és a Nemzeti játszó-társaság alkotványát írta meg.)
- Die Freidenker. Eine Rede gehalten an das k.u.k. Barkoische Hussaren-Regiment bei dem Schlusse des Jubiläums. Aus dem ungarischen übersetzt. Hely n., 1796
- Endrődy Jánosnak b. Barco ezredgye áldozó papjának költeményei a franczia háborúban. Pest, 1798 (Gróf Keglevich János ezredparancsnoknak ajánlva Ranzbachban, 1797)
- Endrődy Jánosnak báró Mészáros magyar lovasezredgye tábori papjának a franczia háborúban irt költeményes munkáji III könyvekben. Uo. 1801 (Előbbinek bővített kiadása.)
- Tsak egy két szó erköltsi meg-vesztegettetésünkről. Pest, 1803 Online
- Az embernek boldogsága, kifejtegetve a józan bölcselkedésnek segédségével. Uo. 1806. Három kötet. (Előleges hirdetését is kiadta külön: Következendő munka jön most világosságra: Az embernek boldogsága cz., mely a m. n. múzeumban megvan.)
- A keresztyén meggyőződésből irta minden ifjaknak és sok öregeknek. Pozsony, 1806 (Német fordításban is. Uo. 1806)
- Deák grammatika. Uo. 1810. Három könyv. (I. A látható és hallható beszédnek részei. II. A beszéd részeinek egybeszerkesztésük sommásan. III. Continens syntaxim partium orationis et periodologiam.)
- A papi rendnek érdeme. Rövid rajzolatban előadta… midőn Botka Mihály… nevendék pap első áldozatját az Urnak bémutatná Szegeden 3. okt. 1819. Szeged
- Oratio de publicae institutionis et liberalium disciplinarum, cum morum probitate conjunctarum ad reipublicae felicitatem necessitate. Accedit brevis dialogus ejusdem argumenti. Uo. 1819
- Oratio habita, dum collegium scholarum piarum suae, in l. r. urbem Szegediensem introductionis annum saecularem celebraret. Uo. 1820

Cikkei a Tudományos Gyűjteményben: Rövid észrevételek a Tud. Gyűjteményben eddig előfordult különbféle tárgyakról és A mai erkölcsi megromlottságnak fő okairól (1822. III.), A módiról (1823. VIII.); levele Kazinczy Ferenchez Pest, 1792. szept. 1. (K. F. Levelezése II. 271. l.)
Kéziratban a Magyar Nemzeti Múzeumban: Epigrammjai, 4-rét két levél; a 6. és 7. sz. munkájának kézirata s két levele Kovachich M. G.-hez Temesvár, 1802. nov. 5. és Révai Miklóshoz, Uj Bécs, 1804. dec. 21.
Horányi négy szentbeszédét említi, amelyek közül kettőt Neuwiedben és kettőt Frankfurtban, a katonákhoz tartott és németre is lefordított.